# Meridiano 144 oeste
El meridiano 144 oeste de Greenwich es una línea de longitud que se extiende desde el Polo Norte atravesando el océano Ártico, América del Norte, el océano Pacífico, el océano Antártico y la Antártida hasta el Polo Sur.
El meridiano 144 oeste forma un gran círculo con el meridiano 36 este.
Comenzando en el Polo Norte y dirigiéndose hacia el Polo Sur, el meridiano 144 oeste pasa a través de:
| Coordenadas                         | País, territorio o mar | Notas |
| ----------------------------------- | ---------------------- | --- |
| 90°0′N 144°0′O / 90.000, -144.000   | Océano Ártico          | |
| 73°13′N 144°0′O / 73.217, -144.000  | Mar de Beaufort        | |
| 70°6′N 144°0′O / 70.100, -144.000   | Estados Unidos         | Alaska - Isla Arey y la parte continental |
| 60°1′N 144°0′O / 60.017, -144.000   | Océano Pacífico        | Pasa justo al este de Kayak Island, Alaska, Estados Unidos Pasa entre los atolones Katiu y Makemo, Polinesia Francesa Pasa justo al este de los atolones Tuanake y Hiti, Polinesia Francesa |
| 60°0′S 144°0′O / -60.000, -144.000  | Océano Antártico       | |
| 75°31′S 144°0′O / -75.517, -144.000 | Antártida              | Territorio no reclamado |